# Catedral de São Jorge (Leópolis)
Catedral de São Jorge (em ucraniano:  Собор святого Юра, translit. Sobor sviatoho Yura) é uma catedral barroca-rococó localizada na cidade de Lviv (Leópolis), a capital histórica da Ucrânia ocidental. Ela foi construída entre 1744 e 1760 numa colina com vista para a cidade e é a terceira igreja construída no local desde o século XIII, pois sua proeminência a tornou, repetidas vezes, alvo de invasores e saqueadores. A catedral também desfruta de uma importante posição na história religiosa e cultural da Ucrânia. Nos séculos XIX e XX, a catedral serviu como igreja mãe da Igreja Greco-Católica Ucraniana, de rito católico oriental.

## História
Uma igreja já existia no monte São Jorge (em ucraniano:  Святоюрська гора, translit. sviatoyurs'ka hora) já em 1280, quando a região ainda era parte do Principado da Galícia-Volínia. Depois que a igreja de madeira e a fortaleza originais foram destruídas pelo rei Casimiro III da Polônia em 1340, uma basílica bizantina de quatro colunas foi construída no local para a Igreja Ortodoxa. Em julho de 1700, o "Ato de Unificação" da Arquieparquia de Lviv dos Ucranianos com a Santa Sé foi proclamada quando o bispo Iosyf Shumliansky abertamente abraçou a União de Brest (1596).
A construção da atual catedral começou em 1746 por ordem do bispo metropolita Atanásio Sheptytsky e terminou em 1762, obra de Leo Sheptytsky. Depois da mudança da sé do metropolita para Leópolis na década de 1800, a Catedral de São Jorge tornou-se a igreja mãe da Igreja Greco-Católica Ucraniana (IGCU).
Depois da Segunda Guerra Mundial, autoridades soviéticas começaram a perseguir a IGCU, aprisionando o recém-ordenado arcebispo de Leópolis, Josyf Slipyj, em 1945, assim como todo o resto da hierarquia da igreja. Em março de 1946, a catedral abrigou o Sínodo de Lviv, que anulou a União de Brest. O jovem Volodymyr Sterniuk (que depois seria arcebispo e líder da IGCU), escondido no sótão da igreja, testemunhou a decisão do sínodo de juntar a igreja à província metropolitana de Galíacia (Halychyna) da Igreja Ortodoxa Russa, juntamente com todas as demais paróquias católicas na Ucrânia Soviética. A catedral foi então reconsagrada como "Catedral de Santo Yury" e tornou-se a igreja mãe da diocese de Lvіv-Ternopіl. 
A IGCU reemergiu em 1989, quando foi reconhecida pelas autoridades soviéticas em meio às turbulências da Perestroika e começou a reclamar de volta as paróquias que havia cedido 45 anos antes. Em 12 de agosto de 1990, membros do Movimento Popular da Ucrânia, de cunho nacionalista, ocupou e reclamou a posse da catedral. Dois dias depois, o conselho governante do Oblast de Leópolis reconheceu a reivindicação da IGCU sobre a catedral e, desde então, ela permanece como um centro da Igreja Católica na Ucrânia.
Em 1996, a catedral foi restaurada para comemorar os 400 anos da União de Brest, mas as obras ainda não terminaram (2015).
Em agosto de 2005, a sé do arcebispo maior da IGCU foi mudada para Kiev, a capital da Ucrânia, e seu título foi alterado de "arcebispo maior de Leópolis" para "arcebispo maior de Quieve-Aliche". Porém, a catedral permanece sendo uma das mais importantes igrejas da Ucrânia e funciona como igreja mãe da Arquieparquia de Lviv dos Ucranianos.

## Galeria

Imagens da catedral
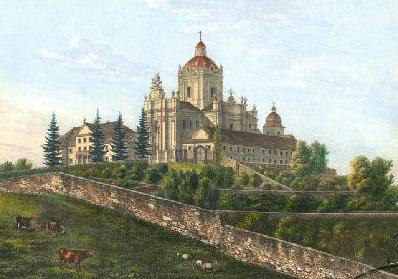
Pintura de 1837.
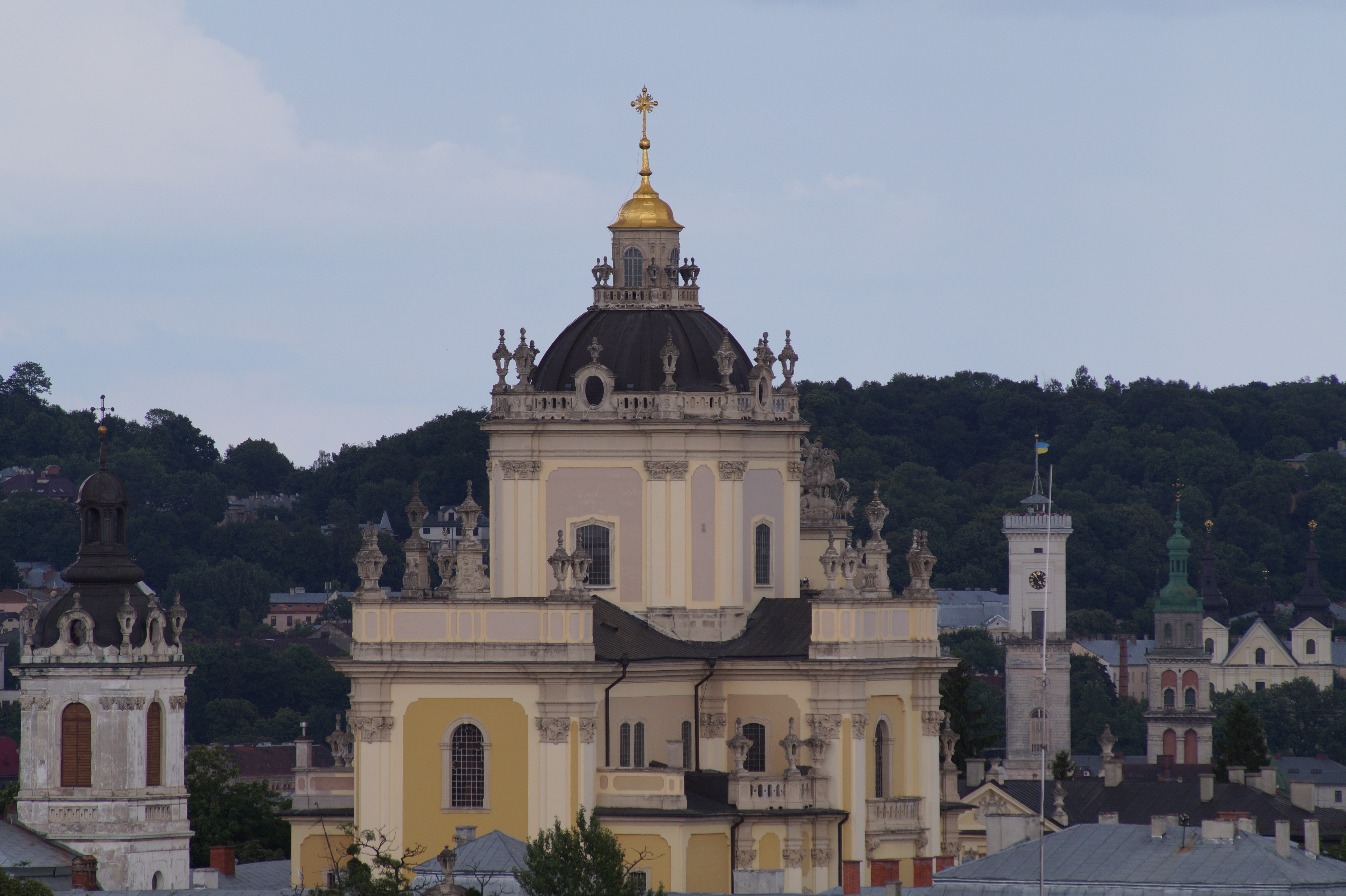
Vista da cúpula.
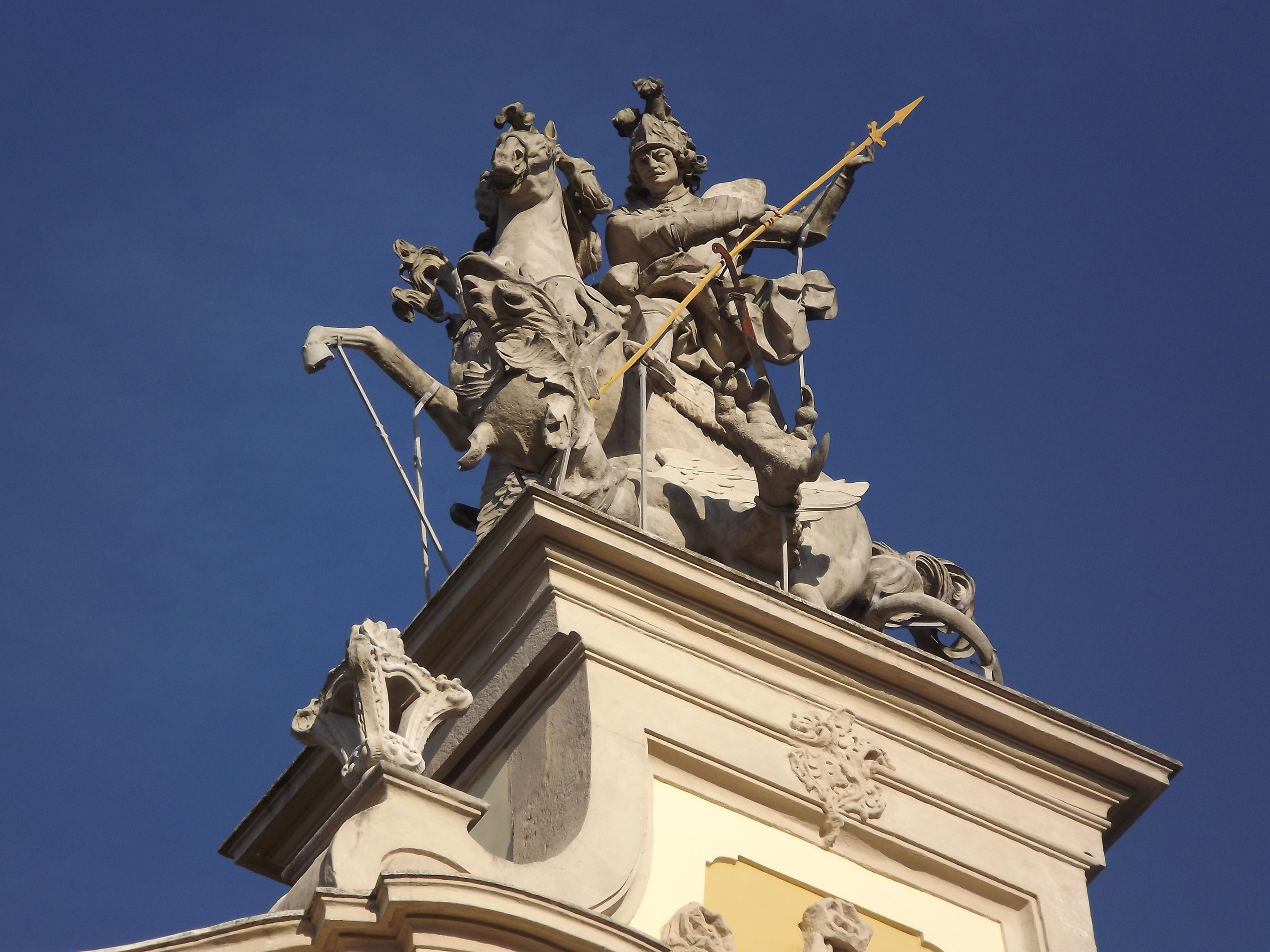
Estátua de São Jorge.
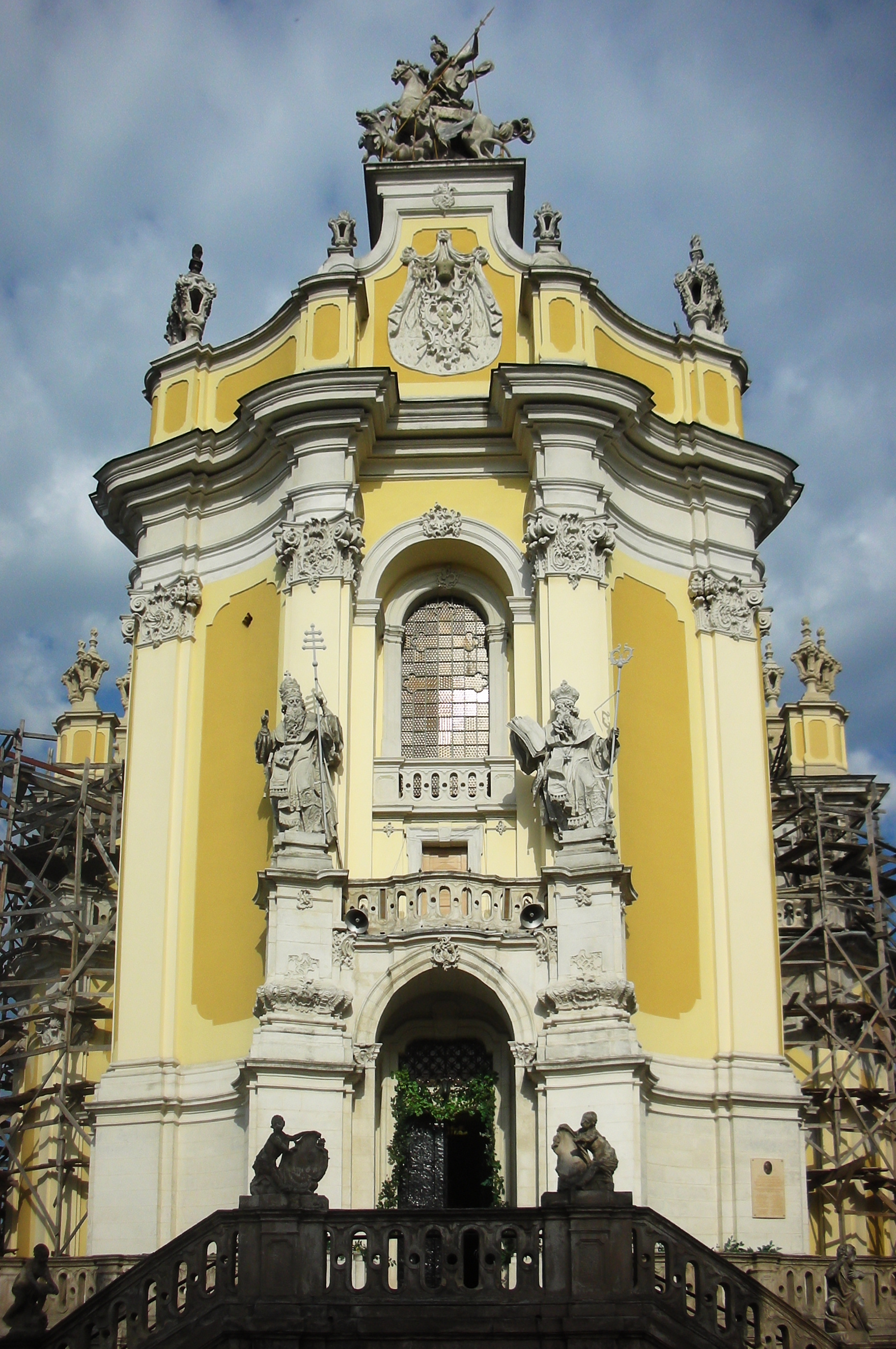
Porta principal e as estátuas de São Leão Magno e Santo Atanásio.
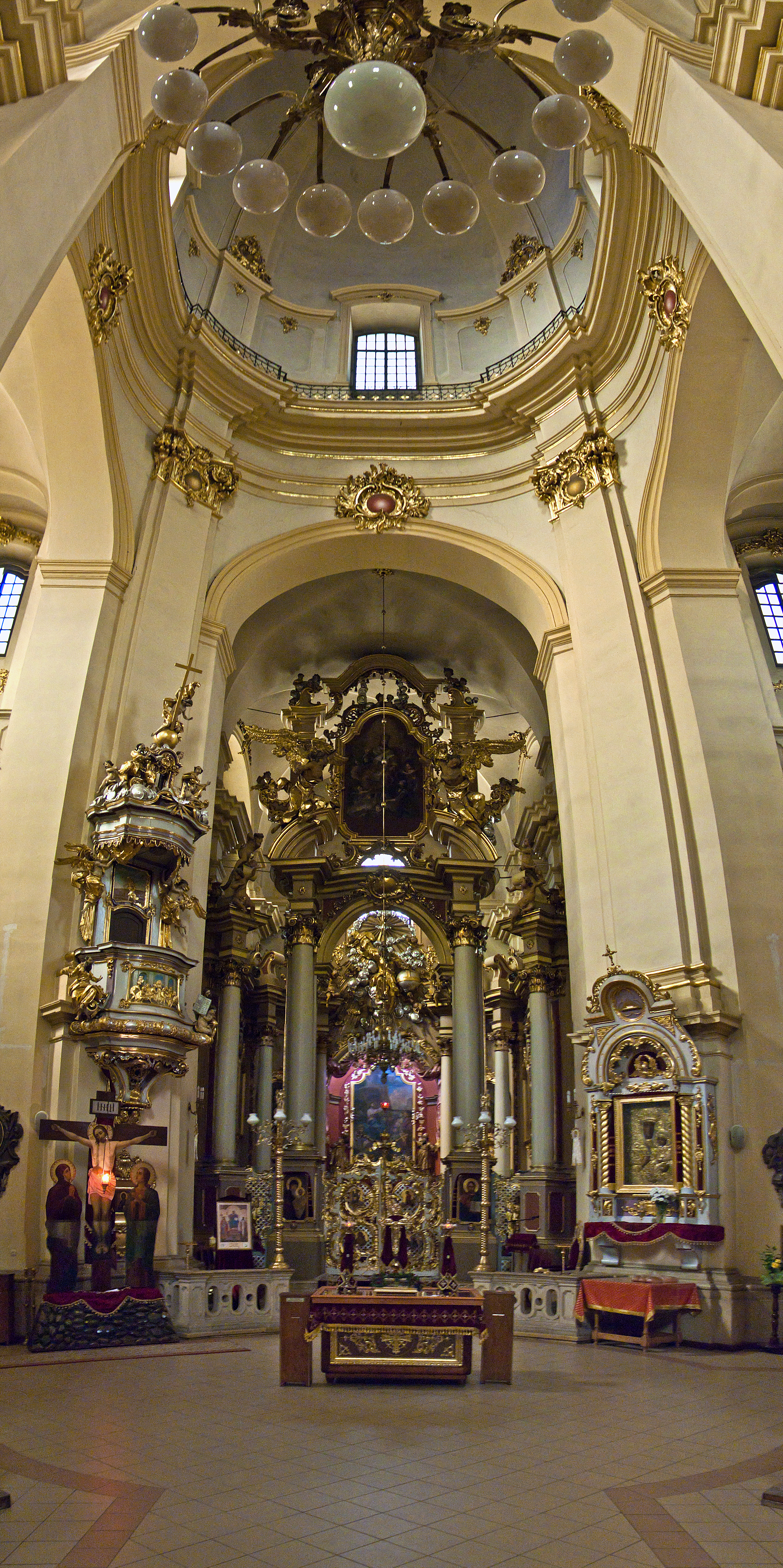
Vista do interior.
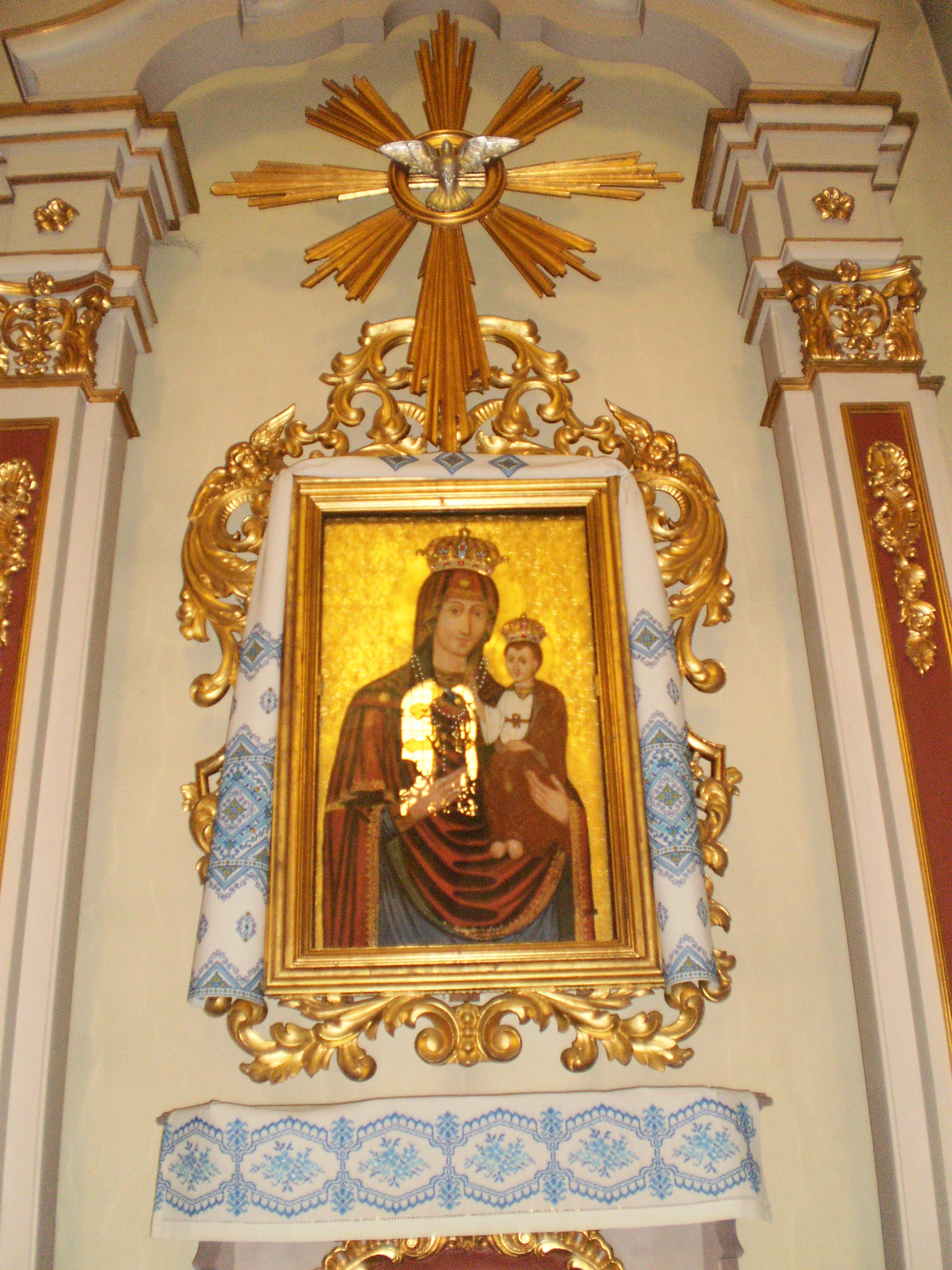
Ícone da Virgem Maria.